# الخدمات الطبية العسكرية (فلسطين)
الخدمات الطبية العسكرية الفلسطينية هي الجهة التي تعنى بتقديم الرعاية الطبية والعلاجية والدوائية لمنتسبي الأجهزة الأمنية الفلسطينية والمتقاعدين العسكريين وعائلاتهم وذويهم، بالإضافة إلى نزلاء مراكز الإصلاح والتأهيل. يقع المقر الرئيسي في حي البالوع بمدينة البيرة.

## الخدمات
تقدم الخدمات الطبية العسكرية الفلسطينية خدماتها من خلال مديرياتها ومستشفياتها المنتشرة في محافظات فلسطين كافة، حيث تقدم خدمات الإسعاف والطوارئ، الفحوصات المخبرية، العلاج الطبيعي، علاج الأسنان، الأشعة، الطب الوقائي، الأدوية، والعيادات في العظام، والقلب، والأطفال، والغدد الصماء، والأنف والأذن والحنجرة، والعيون، والمسالك البولية، والباطني والنسائية.

### المستشفيات
| الرقم | الاسم                                 | سنة التأسيس | عدد الأسرة | صورة | المكان        | المحافظة                |
| ----- | ------------------------------------- | ----------- | ---------- | ---- | ------------- | ----------------------- |
| 1     | مستشفى الشيخة فاطمة بنت مبارك العسكري | 2004        | 18         |      | ترمسعيا       | محافظة رام الله والبيرة |
| 2     | مجمع الشهداء الطبي العسكري            | 2015        | 48         |      | نابلس         | محافظة نابلس            |
| 3     | مستشفى فلسطين العسكري                 |             | 56         |      | حرملة         | محافظة بيت لحم          |
| 4     | مستشفى بلسم العسكري                   |             |            |      | بيت لاهيا     | محافظة شمال غزة         |
| 5     | مستشفى الكرامة العسكري                |             |            |      | عبسان الكبيرة | محافظة خان يونس         |

### وحدات الرعاية الأولية
تنتشر وحدات الرعاية الصحية الأولية على امتداد الضفة الغربية من شمالها لجنوبها في جنين، طوباس، طولكرم، الجنيد وبلاطة في نابلس، قلقيلية، سلفيت، رام الله، أريحا، بيت لحم، الخليل والظاهرية.

## قادة الجهاز
| الرقم | الاسم                                       | الرتبة العسكرية | التخصص | تاريخ البدء    | تاريخ الانتهاء | مرجع |
| ----- | ------------------------------------------- | --------------- | ------ | -------------- | -------------- | ---- |
| 1     | بشير السنوار                                | لواء            | صيدلي  |                |                |      |
| 2     | علي الشحام                                  | لواء            | طبيب   |                |                |      |
| 3     | كامل حسان                                   | عميد            | طبيب   |                |                |      |
| 4     | خليل النقيب                                 | لواء            | طبيب   |                |                |      |
| 5     | ميسون البنا (Q106610451)                    | لواء            | طبيب   |                | 27 فبراير 2024 |      |
|       | رأفت أبو ناموس (Q124708787) "قائم بالأعمال" | عميد            | طبيب   | 28 فبراير 2024 | 8 مايو 2024    |      |
| 6     | نائل غازي جوزيف ترزي (Q125883220)           | عميد            | طبيب   | 8 مايو 2024    | لا يزال        |      |

## وصلات خارجية
- موقع الخدمات الطبية العسكرية الفلسطينية الرسمي